# Hawaiʻi State Route 200
Die Hawaiʻi State Route 200, lokal Saddle Route genannt, stellt die kürzeste Verbindung zwischen Hilo und Kailua-Kona, den beiden Hauptorten der Insel Hawaiʻi im gleichnamigen US-Bundesstaat, dar.

## Verlauf
Die heute stellenweise noch enge und kurvige Strecke nimmt an der Einmündung der Waiʻānuenue Avenue in die Kamehameha Avenue und den Bayfront Highway (State Route 19) in der Innenstadt von Hilo ihren Ausgang; im Stadtteil Puʻu Hono erfolgt nahe dem Carvalho Park eine erste Änderung des Namens in Kaūmana Drive. Den Namen Saddle Road, den die Straße für den restlichen Verlauf bis zu ihrer Einmündung in die State Route 190 nahe Waimea trägt, erhält die Straße ab der Einmündung der Ua Nahele Street im zu Hilo gehörigen  Weiler Kaūmana. Kurz nach dem Verlassen dieser Ortschaft mündet von Westen kommend die State Route 2000, hier Puainako Street Extension benannt ein, welche unter Umgehung der Innenstadt von Hilo eine Verbindung zur State Route 11 herstellt. Die wellige Strecke steigt, Lavafelder der 1855 beziehungsweise 1881 erfolgten Ausbrüche des Mauna Loa querend und Blicke auf diesen und den nördlich der Straße gelegenen Mauna Kea bietend,  gleichmäßig an. Nahe dem Puʻu Huluhulu (2.060 Meter) geht zunächst in südlicher Richtung die Mauna Loa Observatory Road und wenige Meter später in nördlicher Richtung der John A. Burns Way ab. Weitere zwei Kilometer später wird am Rand des Lavastroms des Ausbruchs des Mauna Loa von 1843 der höchste Punkt der Strecke -der Humuʻula Saddle (6.670 Fuß / 2.033 Meter) – und damit die Grenze zur Pōhakuloa Military Training Area erreicht. Zahlreiche, militärisch genutzte Straßen queren die Strecke im Verlauf der nächsten rund 20 Kilometer; nahe der Mauna Kea State Recreation Area liegt direkt nördlich der Straße das Bradshaw Army Airfield. Die hier besonders enge und schlecht ausgebaute Strecke durchquert die Ortschaft Waikiʻi und mündet 6 Meilen südlich von Waimea in die State Route 190.